# Bianor hongkong
Bianor hongkong är en spindelart som beskrevs av Song D., Xie L., Zhu M. 1997. Bianor hongkong ingår i släktet Bianor och familjen hoppspindlar. Inga underarter finns listade.